# Ég a gyertya, ég
Az Ég a gyertya, ég egy népi eredetű gyermekmondóka kezdő sora, illetve az ehhez kapcsolódó körjátékok neve. Eredetileg a palóc néphagyományok része volt, később különböző változatokban országosan elterjedt.

## A mondóka
A gyermekmondóka több változatban ismert. A Magyar néprajzi lexikon.  szerzői által feljegyzett változat:
Ég a gyertya, ég,
el ne aludjék,
míg a gyertya lángot nem vet,
mind leguggoljék!
Más változatban:
[…] aki lángot látni akar, mind leguggoljék!
A Magyar gyermekjátékgyűjteményben többféle változat is van, pl.:
[…] Egy  kis leány lobbot vetett, guzsgujjunk le mind!
Ismert a mondóka folytatása is, utóbbi azonban németből fordított:
Zöld fű, zöld fű a lábam alatt, aki itt a legszebb, tőlem csókot kap.
Más szöveggel:
Cirmos cica, haj,
hová lett a vaj?
Ott látom a bajuszodon,
majd lesz neked jaj!
Feldolgozás:
| Szerző        | Mire                | Mű                           |
| ------------- | ------------------- | ---------------------------- |
| Ludvig József | ének, gitárakkordok | Kis kacsa fürdik…, 25. oldal |

## Körjátékok
Az Ég a gyertya, ég egy énekes gyermekjáték (leányjáték), úgynevezett guggolós egyszerű körjáték. A gyermekek egymás kezét fogva kört alkotnak, a mondókát énekelve körbejárnak, majd az utolsó sorhoz érve leguggolnak.
A játék ismert – a Zöld fű, zöld fű… kezdetű résszel kiegészített változatban – táncos körjáték formájában is, ilyenkor a kör közepén ketten párt alkotva táncolnak.
A Cirmos cica, haj változatban a gyermekek körben állnak. A cica a körön belül „nyalja a vajat”, a gazdasszony a körön kívül áll. A dal végén a körben állók felemelt kézzel kaput tartanak, a gazdasszony pedig megkergeti a cicát.

## Felvételek
- Cirmos cica: Gyerekdal, rajzfilm gyerekeknek. YouTube (2013. október 1.)  (Hozzáférés: 2017. október 20.) (videó)
- Cirmos cica, haj. Orosz Csilla  Ovitévé (2015. június 23.)  (Hozzáférés: 2017. október 20.) (videó)